# القهوة الهندية المصفاة
تعد القهوة الهندية المصفاة مشروب مكون من خليط الحليب المغلي ورغوته بإضافة إستخلاص الإغلاء (بالإغلاء) الناتج من تخمر مسحوق القهوة الناعم في الفلاتر الهندية التقليدية ويعرف هذا الشراب باسم «الكابي» وهي لفظة صوتية للهند الجنوبية من مصطلح «القهوة»، كما يشار إليه أيضا بأسم (مصفاة القهوة ماراداس أو ماراداس كابي أو درجة القهوة كومباكونام أو مصفاة القهوة مايلابور أو الميسور (وقد يشير مصطلح «مصفاة القهوة» خارج الهند إلى شراب القهوة بالتنقيط وهو شكل مميز لإعداد القهوة.

## الحبوب
قد تزرع القهوة في الهند منذ 1600 عندما أحضرها الشيخ المسلم بابا بودان من اليمن لأول مرة، وتعد القهوة العربية وقهوة الروبوستا من أكثر حبوب القهوة شيوعا. وتزرع هذه الحبوب في ولايات مختلفة من جنوب الهند كما هو الحال في تلال كارناتاكا (كوداغووتشيكاماجالور وحسان) وتاميلناد و (منطقة نيلجيريسويركودوكوديكانال) وولاية كيرالا (مالابار) وأندرا براديش (وادي أراكو).
وعادة ماتكون هذه الحبوب متوسطة التحميص وناعمة جدا مخلوطة بالهندباء البرية المحمصة، حيث يتكون مسحوق القهوة النهائي من كميات متساوية من زراعة أ (درجة الزراعة للقهوة ويكون لونها غامق) والبيبري (نوع من أنواع القهوة) مع إضافة مابين 10 إلى 30 في المئة من الهندباء البرية مما يمنحها مذاق وسمك ولون مميز لها.

## تحضيرها

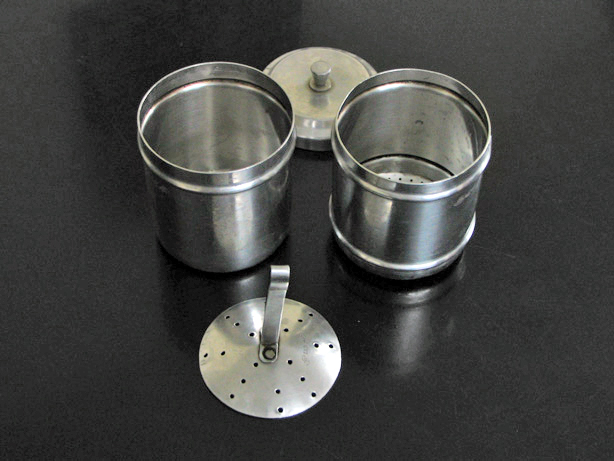
قطع مصفاة قهوة جنوب الهند بصورة مفككة

تخمر القهوة الهندية الجنوبية المصفاة في جهاز معدني يشبه كوبين اسطوانيين، حيث ان أحدهما مثقوب ويقع أعلى الكاسويترك مجال واسع أسفلهما للحصول على القهوة المخمرة حيث يحتوي الكوب العلوي على جزئين. قابلين للإزالة وهما أسطوانة مضغوطة ومثقبوبة مع مقبض رئيسي وغطاء (يستخدم جهاز مماثل له لشرب القهوة الفيتنامية).
ويعبأ الكوب العلوي بالقهوة الطازجة المطحونة وبعد ذلك تضغط بطبقة واحدة عبر قاع الكاس المثقوب.كلما كان مسحوق القهوة أكثر خشونة، احتاجت القهوة إلى طحن أكثرللحصول على نفس الاستخلاص.
ومع ترك أداة الضغط في مكانها يوضع الكأس العلوي اعلى (فوق)الكاس الآخر ثم يترك الجهاز لتنقيط القهوة المخمرة ببطء إلى القاع كما تحافظ السخانة على حرارة الماء لمدة أطول مما يذيب الماء ويستخرج المزيد من مسحوق القهوة.وغالبا ما يكون هذا الشراب المستخلص أقوى بكثير من القهوة الغربية بالتنقيط \ بالتصفية وحتى من الأسبريسو.

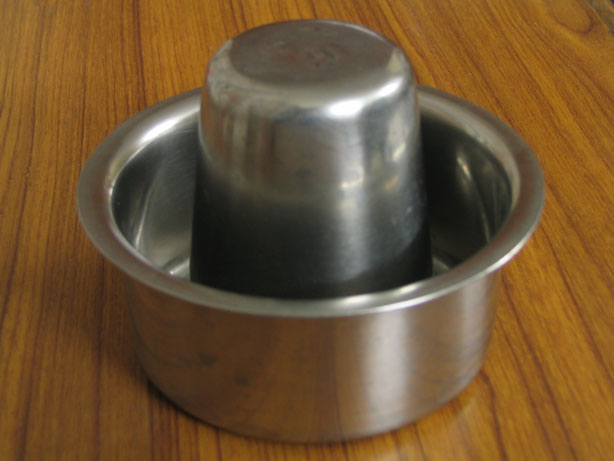
دبرة تقليدية على هيئة مدراس أو دافاراوالكأس يوضع بشكل مقلوب كما هو معتاد.

وبشكل تقليدي، يتم إعداد القهوة بإضافة 1-2 ملعقة كبيرة من الشراب إلى كوب من الحليب المغلي مع كمية السكر المفضلة. وشرب القهوة من الكأس (على الرغم من أنه كلمة من أصل إنجليزي إلا أنه الاسم الأكثر شيوعا لهذا الوعاء) ولكنه غالبا ما يبرد أولا مع الدبرة - "الدبرة" (كما ينطق في بعض المناطق باسم "دافارا ') وهو صحن معدني واسع بجوانبذات حواف.
وتقدم القهوة عادة بعد صبها من الدبرة إلى الكأس بشكل قوس كبير بحركات اليد، وهذه الحركة تخدمأغراض عديدة منها: خلط المكونات بدقة (بما في ذلك السكر)وتبريد القهوة الساخنة وصولا إلى درجة حرارة يمكن احتساؤها والأهم من ذلك تهوية المزيج دون إضافة الماء (مثل عصا البخار المستخدمة في الكابتشينوالمزبد).والطرفة المتعلقة بالمسافة بين صب الكاس وتلقيه مرة أخرى تعطي أسم أخر لشراب وهو «متر القهوة»

## ثقافتها
القهوة هي جزء من الرمز الثقافي في ولاية كارناتاكا وولاية اندرا براديش وخاصة في مناطق اندرا الساحلية وولاية كيرالاوتاميلناد وبينما في ولاية تيلانجاناتشاي هي الرمز الثقافي ومن المعتاد تقديم فنجان من القهوة لأي زائر.في القرن السابع، قدم بابا بودان القهوة إلى جنوب الهندفي القرن السابع عشروسرعان ما اشتهرت إبان الحكم البريطاني، وحتى منتصف القرن العشرين لم تكن الأسر التقليدية تستخدم حبيبات السكر بل استخدمت الجاجري (نوع من أنواع السكر الاسمر) أو العسل في القهوة بدلا من ذلك.لقد كان لثقافة القهوة في الهند نهضة من نوع ما مع تأسيس سلاسل شعبية ومعاصرة مثل مقهى يوم القهوة وستاربكس.

## تاريخها

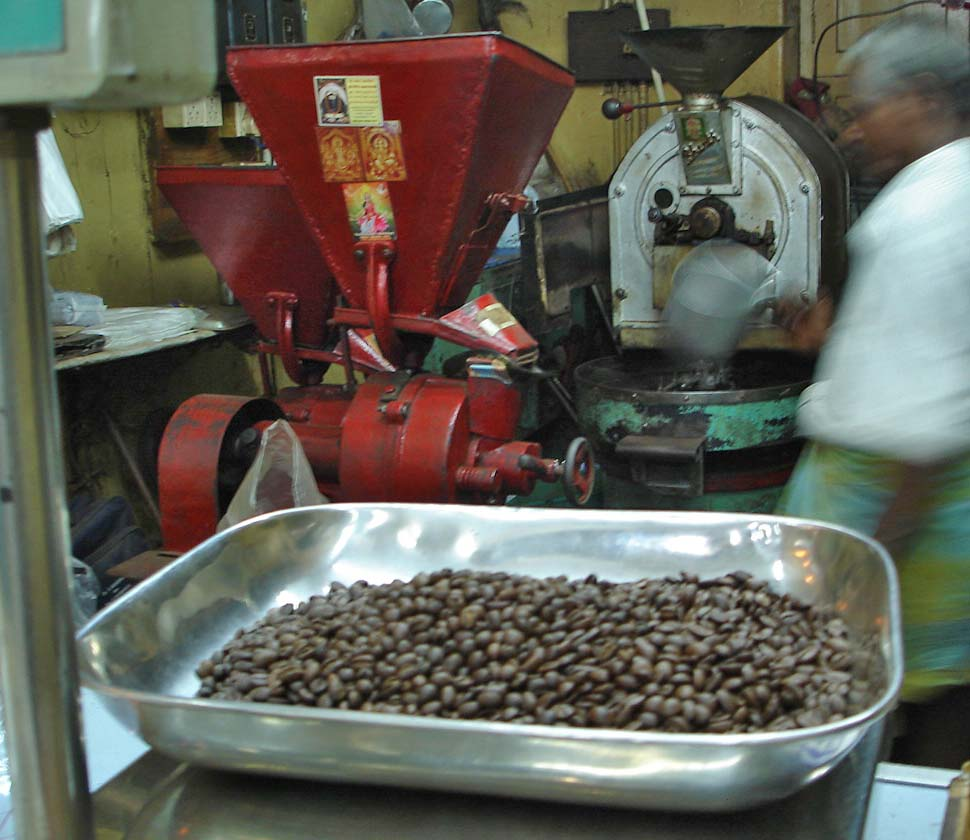
تشناي تشتهرمنطقة تشناي بقهوتها المصفاة والعديد من المحلات التجارية مثل هذا يطحن مسحوق القهوة الطازجة

يقول الأسطورة الهندي الشهير بابا بودان وهو شيخ صوفي من ولاية كارناتاكا أنه في الحج إلى مكة المكرمة في القرن 16 اكتشف بنفسه عجائب القهوة. 
وفي شغفه على زراعة القهوة بنفسه في المنزل، فقد هَرب سبع حبات من القهوة من ميناء موكا اليمني ملفوفة داخل ملابسه.
وعند عودته إلى بلده قام بزراعه الفاصوليا على منحدرات تلال تشاندراجيري في منطقة كادور بولاية ميسور (كارناتاكا الحالية). وسمي هذا التل بعد ذلك باسم تلال بابا بودان حيث يمكن زيارة قبره بالقيام برحلة قصيرة من شيكماغالور. يقدم القس إدوارد تيري قسيس للسير توماس رو الذي كان سفيرا في محكمةالإمبراطور يقدم وصفا مفصلا لاستخدامه 1616
كثير من الناس (في الهند) المتشددين بدينهم لا يشربون النبيذ إطلاقا ولكنهم يستخدمون الخمور كفائدة أكثر من كونه متعة كما يسمون القهوة المصنوعة من الحبوب السوداء المغلية في الماء والتي تتحول إلى نفس اللون وتغير بسيط بطعم الماء كما انه مفيد لتسهيل عملية الهضم ورفع الروح المعنوية وتطهير الدم. كما كتب ديفيد بيرتون المؤرخ الغذائي في نيوزيلندا في كتابه ذي راج أت تابل 1993ان الشركة الهند الشرقية البريطانية احضرت تأثيرات جديدة. 
أفتتح أول مقهى في الهند في كلكتا بعد معركة بلاسي في 1780 وبعد فترة وجيزة افتتح جون جاكسون وكوتريل باريت مقهى ماداراس الاصلي والذي أعقبه في عام 1792 قهوة إكسهانج في منطقة تافرن المسلمة والمنتظرة في اعلى قلعة مادراس.كما أعلن صاحب المشروع الأخير أنه سيشغل مقهاه على غرار خطوط لويدز في لندن وذلك من خلال الاحتفاظ بسجل وصول السفن ومغادرتها وتقديم الصحف الهندية والأوروبية لعملائه لقراءتها. وعرضت المقاهي الأخرى الاستخدام المجاني لطاولات البلياردو واسترداد تكاليفها مع ارتفاع سعر روبية واحدة لطبق واحد من القهوة.
وقد شاعت القهوة في مقاهي القهوة الهندية التي تديرها مجلس القهوة في الهند منذ منتصف 1940وأصبحت شراب الملايين من الناس بعد ظهور أكثر مقاهي القهوة الهندية المشهورة في منتصف 1950 ميلادي وانتقلت القهوة الهندية عبر البحار في بداية قرن العشرين إلى ماليزيا وسنغافورة. حيث ان كوبي طارق«الذي اخرج القهوة» إلى فناء مقهى ماداراس القريب أو حوالي متر منها وعرضها على جانب طريق كوبي تيامس والذي يديره الهنود المسلمين.

## اسمها

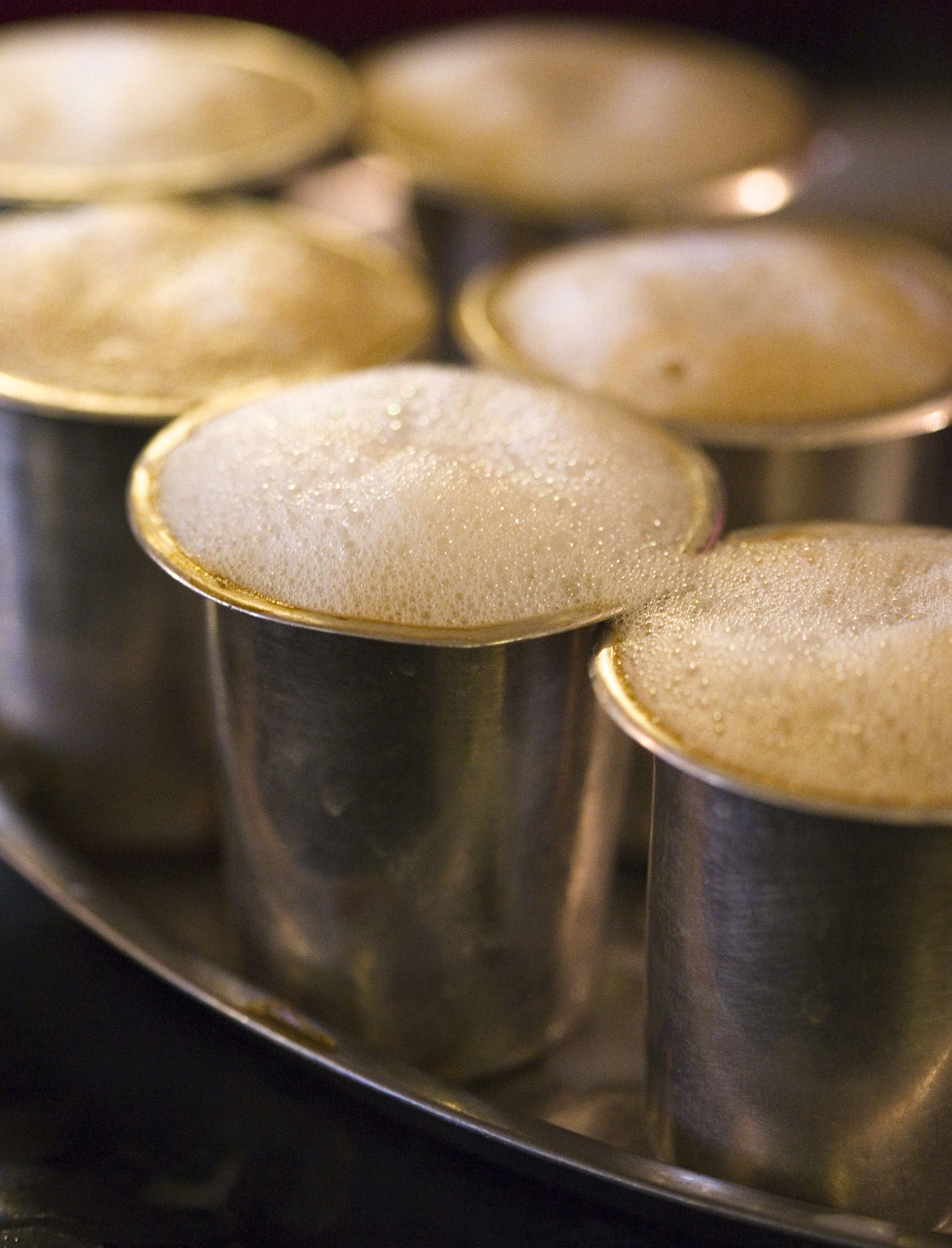
تقدم القهوة المصفاة الساخنه في جنوب الهند في كاسات معدنيه في غرفة مافالي تيفن في بنغالور

- يعد «بوند بيسنيرو» هو اسم الكانادا التقليدي للقهوة وكان هذا المصطلح شائعا منذ الجيلين الماضية ومنذ ذلك الحين فقد حضيت باستخدام شائع.
- ويسمع في كثير من الأحيان مصطلح لتناول القهوة (ذات الجودة العالية) عالية الجودة هو درجة القهوة حيث كان الحليب المعتمد على أنه نقي مع لاكتوميتر يسمى بدرجة الحليب بسبب ارتباط خاطئ مع ميزان الحرارة. ويزعم بأن القهوة المعدة مع بدرجة الحليب أصبحت تعرف باسم درجة القهوة وهناك اشتقاق آخر للمصطلح وهو الخزف المستخدم في صنع القهوة. وأصبح نطق جنوب الهند للتشيكوري اولا التشيغوري ومن ثم الحجري وأخيرا «بالدرجة» وهناك تفسير آخر هو أنه عندما تكون القهوة مستخلصه لأول مرة فانها يشار إليها باسم الدرجة الأولى أو «درجة القهوة»، وهذا له نكهة اقوى والقوة الضروريه لخلطها مع الحليب دون تخفيف طعمها.

واما بالنسبة للأًسر الأقل ثراء فإن القهوة مستخلصة للمرة الثانية أو الثالثة من الحجم نفسه وستسمى بالقهوة الثانية أو الثالثة على التوالي وذلك لقوتها المنخفضة وهناك تفسير آخر أنه من الممكن للقهوة أن تكون مختلطة وذلك بصبها من كوب إلى اخر) فإنه يجب أن تسكب في زاوية أو «درجة» معينة لطعم أفضل.